# Birgit Kähler
Birgit Kähler (* 14. August 1970 in Köln) ist eine ehemalige Leichtathletin, die sich auf den Hochsprung spezialisiert hatte.

## Sportliche Karriere
Birgit Kähler begann ihre Laufbahn bei der Turnerschaft Frechen. Von 1989 bis 1999 startete sie für die LAV Bayer Uerdingen/Dormagen, 2000 wechselte sie zu TSV Bayer 04 Leverkusen.
Bei den Deutschen Freiluft-Meisterschaften war Kähler von 1990 bis 2005 zwölfmal eine der besten vier Springerinnen, der zweite Rang hinter Heike Henkel 1992 in München war ihre beste Platzierung. In der Halle erreichte Kähler von 1989 bis 2004 zweimal den dritten Rang, dreimal den vierten Rang und wurde viermal Fünfte. Ihre Bestleitung von 1,94 Meter sprang Kähler am 17. August 1991 in Bonn und am 28. Mai 1992 in Ahlen.
Kähler trat von 1989 bis 2004 bei zehn Meisterschaften und Länderkämpfen im Nationaltrikot an. Bei den Weltmeisterschaften 1991 in Tokio traten im Hochsprungwettbewerb Heike Henkel, Heike Balck und Birgit Kähler für Deutschland an, alle drei Springerinnen erreichten das Finale. Während Heike Henkel den Titel gewann und Heike Balck nur Zwölfte und Letzte wurde, übersprang Kähler alle Höhen bis 1,93 Meter im ersten Versuch und belegte den fünften Platz. Ende Februar 1992 bei den Halleneuropameisterschaften in Genua gewann Heike Henkel vor der Bulgarin Stefka Kostadinowa. Sechs Springerinnen erreichten gemeinsam den fünften Platz mit 1,88 Meter übersprungener Höhe ohne Fehlversuch, darunter Birgit Kähler und die dritte Deutsche Marion Goldkamp. Im August 1992 bei den Olympischen Spielen in Barcelona traten Heike Henkel, Birgit Kähler und Marion Goldkamp für Deutschland an. Goldkamp schied bereits in der Qualifikation aus. Kähler belegte mit 1,88 Meter den elften Platz und Heike Henkel gewann die Goldmedaille.